# Старостін Сергій Анатолійович
Сергій Анатолійович Старостін (24 березня 1953, Москва, СРСР — 30 вересня 2005, Москва, Росія) —  радянський та російський лінгвіст. Спеціаліст в галузі сходознавства, індоєвропеїстики та компаративістики.

## Біографія
Старостін зацікавився лінгвістикою в школі. На шкільній Олімпіаді з мовознавства та математики для учнів 8-11 класів він став одним із переможців, коли навчався лише у п'ятому класі.
Закінчив відділення структурної та прикладної лінгвістики філологічного факультету МДУ. В студентські роки Сергій Старостін опублікував роботу з реконструкції японської прамови. Під час навчання регулярно брав участь в лінгвістичних експедиціях на Північний Кавказ.
Після закінчення університету Старостін вступив до аспірантури Інституту сходознавства АН СРСР. Кандидатська дисертація (1979): «Реконструкція давньокитайської фонологічної системи». Докторська дисертація (1992) присвячена алтайським мовам.